# スケイン関係式
スケイン関係式（スケインかんけいしき、Skein relation/Skein formula）または綾関係式（あやかんけいしき）とは、位相幾何学の一分野である結び目理論において、絡み目に対して多項式を帰納的に定義する際などに用いられる関係式のこと。

## 定義
3つの有向絡み目の射影図 L−, L0, L+ について、射影図の絡み目の成分上の1点の近傍が下図のように異なっており、それ以外の部分は一致しているとき、それら3つの射影図はスケイン関係にあるという。また、これら3つの図をスケイン図形ということもある。
この状態で、射影図 L−, L0, L+ に対応する多項式をそれぞれ fL−, fL0, fL+ としたとき、それら3つの間で成立する関係式のことをスケイン関係式という。また、スケイン関係式を使って3つの多項式のどれかをほかの2つに置き換える操作をスケイン操作という。
この定義は上記図示部分がタングルである場合にまで一般化される。n-タングル T1,  T2, ...,  Tm に対して、一点の近傍が  Ti であってそれ以外の部分が一致している絡み目  L1, L2, ..., Lm について、絡み目不変量の値  fT1, fT2, ...,  fTm が代数的な等式で関係付けられるとき、同様にスケイン関係式と呼ぶ。例えばブラケット多項式を帰納的に定義する際に用いる、ある（向き付けられていない絡み目の）射影図とその交点を別方向に分離した2つの射影図の間の式もスケイン関係式である。

## スケイン多項式
以下の多項式不変量は、自明な結び目に対する多項式を1とした上で以下のようなスケイン関係式を使って帰納的に定義することができる。スケイン関係式を使って定義する絡み目の多項式をスケイン多項式という。特にホンフリー多項式はスケイン多項式の中で最も一般化されたものとなる。
- ジョーンズ多項式のスケイン関係式（変数はt）

{\displaystyle t^{-1}f_{L_{+}}(t)-t^{1}f_{L_{-}}(t)=(t^{\frac {1}{2}}-t^{-{\frac {1}{2}}})f_{L_{0}}(t)\,}
- コンウェイ多項式のスケイン関係式（変数はz）

{\displaystyle f_{L_{+}}(z)+f_{L_{-}}(z)=zf_{L_{0}}(z)\,}
- アレクサンダー多項式のスケイン関係式（変数はt）

{\displaystyle f_{L_{+}}(t)+f_{L_{-}}(t)=(t^{\frac {1}{2}}-t^{-{\frac {1}{2}}})f_{L_{0}}(t)\,}
- ホンフリー多項式のスケイン関係式（変数はm,lまたはx,t）

{\displaystyle lf_{L_{+}}(m,l)+l^{-1}f_{L_{-}}(m,l)+mf_{L_{0}}(m,l)=0\,}
{\displaystyle xf_{L_{+}}(x,t)-tf_{L_{-}}(x,t)=f_{L_{0}}(x,t)\,}

スケイン関係式の高次元結び目版が、いくつか発見されている。
高次元結び目の局所操作と高次元結び目のアレクサンダー多項式の関係がいくつか見つかっている。
それら関係式のひとつは新型である。
それは A(K+)-A(K-)=(t+1)A(K0)だ。
右辺の係数がt-1ではなくて t+1であることに注意。